# Stephen Warnock
Stephen David Warnock (nascut a Ormskirk, Lancashire, Anglaterra, el 12 de desembre de 1981) és un exfutbolista anglès que jugava de defensa.

## Internacional
Ha estat internacional amb la selecció de futbol d'Anglaterra, amb la qual ha jugat un partit.

## Palmarès

### Copes internacionals
| Títol              | Club         | País       | Any  |
| ------------------ | ------------ | ---------- | ---- |
| Supercopa d'Europa | Liverpool FC | Anglaterra | 2005 |